# Mayanisme

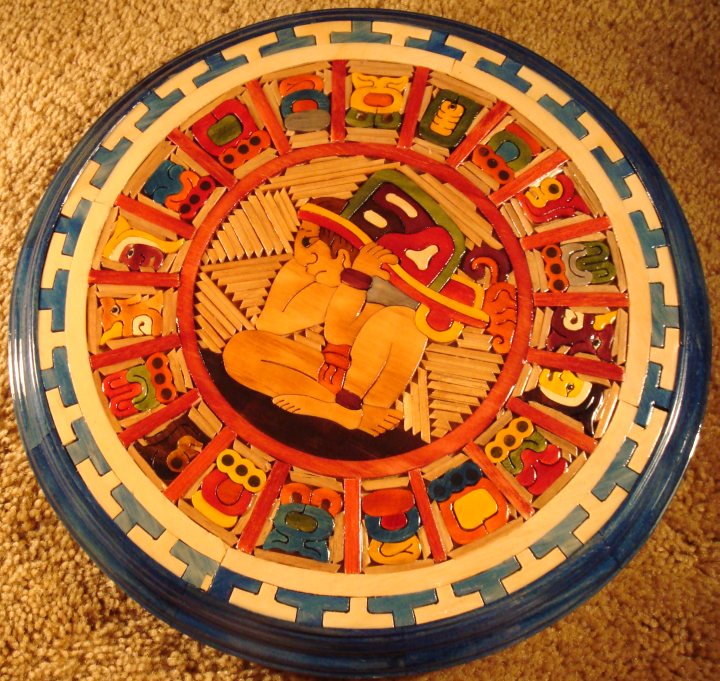
Représentation moderne du calendrier Maya

Le mayanisme est un terme, surtout utilisé en Amérique du Nord, désignant les croyances New Age associées à la mythologie maya pré-colombienne. Ces mayanistes ne doivent pas être confondus avec les experts de la civilisation maya auxquels on donne parfois le même nom.

## Origines
Le mayanisme commence réellement en France à partir des ouvrages de Charles Étienne Brasseur de Bourbourg au XIXe siècle un des pionniers de l’archéologie mais dont la traduction du Popol Vuh s’est révélée erronée et qui, à la fin de sa carrière, s’était convaincu que l’ancienne culture des Mayas était rattachée à l’Atlantide, le continent perdu mythique. Ses thèses influencèrent d’autres travaux catégorisés comme des pseudo-sciences, tels que ceux d’Augustus Le Plongeon, Ignatius Donnelly ou James Churchward.
Le Plongeon et  Donnelly à leurs tours influencèrent les travaux de Héléna Blavatsky, puis de Rudolf Steiner dont la conception sur la civilisation Maya est encore présente dans le courant New Age.
Le Mayanisme actuel a perdu l’intérêt pour la civilisation ancienne et les continents perdus mais se consacre à un contact supposé avec des extraterrestres. On trouve ces notions dans le livre « Présence des extraterrestres » de Erich von Däniken dont la théorie des anciens astronautes est influencée par Jacques Bergier et Louis Pauwels dans Le Matin des Magiciens.

## Croyances de base
Le mayanisme n’a pas de doctrine centrale mais un postulat peut être retrouvé dans tous ses développements : les Mayas auraient eu une compréhension de l’univers et de la conscience humaine que notre civilisation occidentale aurait perdue.

## Le calendrier maya
Un des aspects les plus récents du mayanisme est l’interprétation nouvelle du calendrier maya. José Argüelles et Carl Johan Calleman en sont des représentants.
Le 21 décembre 2012 est une date à laquelle les mayanistes new age accordent une grande importance. Cette date correspond à la fin d’un cycle du calendrier maya et marquerait un changement dans la conscience mondiale et le début d’un nouvel âge. José Argüelles a introduit le premier cette idée dans son livre Le facteur maya en 1987 qui reçut une grande promotion à la convergence harmonique de 1987.

## Mayas indigènes
Un nombre croissant d’individus ayant des ancêtres mayas sont devenus d’ardents supporters du mayanisme. Hunbatz Men et Alejandro Cirilo Pérez Oxlaj en sont deux représentants.
Le 14 janvier 2008, Álvaro Colom est devenu Président du Guatemala. Il a été ordonné « Prêtre maya non maya » par Alejandro Cirilio Pérez Oxlaj, représentant du Conseil national des anciens mayas, que le nouveau président dit vouloir consulter souvent.

## Cinéma
Indiana Jones et le royaume du crâne de cristal (2008) de Steven Spielberg est fondé sur les théories du mayanisme.
2012: The Odyssey (2007), documentaire de Sharron Rose avec des interviews de José Argüelles, John Major Jenkins, Geoff Stray, Alberto Villoldo, Gregg Braden, Rick Levine, Moira Timms, et Jay Weidner.